# Rio Natal
O rio Natal é um curso de água que banha o estado do Acre, Brasil.